# Strop Kleina
Strop Kleina – strop płaski składający się z belek stalowych (zwykle dwuteowych) oraz płyt międzybelkowych z cegły pełnej lub kratówki, zbrojonych prętami stalowymi lub płaskownikami 1x20 do 2x30 mm (tzw. bednarka) albo też prętami 5,5–8 mm w zależności od obciążenia. Płyta powstaje na skutek zespolenia cegieł zaprawą cementową; zbrojenie umieszczane jest w dolnej części spoin ok. 10 mm od dolnego brzegu płyty i musi być całkowicie pokryte zaprawą. Płyty są oparte na dolnych stopkach belek. Stropy Kleina wykonuje się na pełnym deskowaniu. W zależności od ułożenia cegieł w płycie rozróżnia się stropy Kleina z płytami typu: 
- lekkiego – cegły układane „na płasko” (grubość płyty 1/4 cegły, czyli 6,5 cm)[1]
- półciężkiego – płyta grubości 1/4 cegły wzmacniana żeberkami w postaci dwóch rzędów cegieł ułożonych „na rąb”[1]
- ciężkiego – cegły na całej płycie ułożone „na rąb” (grubość płyty 1/2 cegły, czyli 12 cm)[1]

Rozstaw belek wynosi najczęściej 1,2–1,8 m. Przed deskowaniem stopki belek należy zabezpieczyć przed korozją dolne stopki belek i owinąć siatką Rabitza lub Ledóchowskiego w celu zapewnienia lepszej przyczepności tynku wyprawy stropu
Strop Kleina został wynaleziony na początku XX w. W XXI w. rzadko się go stosuje, ponieważ został zastąpiony nowszymi technologiami, np.: stropem gęstożebrowym.
Dla rozpiętości powyżej 5,0 m wykazuje dość duże ugięcia i z tego powodu w celu zmniejszenia ugięć należy belki podeprzeć w środku ich długości i obetonować górną część belki ponad płytą. Płyta współpracuje wtedy przy zginaniu z belką, co zwiększa jej wytrzymałość i sztywność.
W konstrukcji Kleina wykonywane są również nadproża drzwiowe i okienne w budynkach o konstrukcji murowanej. 

Strop Kleina